# Szona
Szona – nazwa zbiorcza dla grupy plemion afrykańskich z grupy Bantu żyjących w zachodnim Zimbabwe i południowym Mozambiku. Posługują się językiem shona. Społeczność ta liczy ok. 9 mln osób.

## Historia
Na obecne tereny przybyli ok. 1000 roku i założyli państwo, którego pozostałością jest Wielkie Zimbabwe. W XV wieku jedno z plemion Szona utworzyło prężne państwo Monomotapa.
Tradycją należącego do Szona ludu Zezuru, wpisaną w 2008 roku na listę reprezentatywną niematerialnego dziedzictwa kulturowego ludzkości, jest taniec Mbende Jerusarema.